# روبي نيل
روبي نيل هو لاعب هوكي الجليد كندي، ولد في 17 أبريل 1953 في وينيبيغ في كندا.

## وصلات خارجية
- روبي نيل على موقع EliteProspects.com (الإنجليزية)
- روبي نيل على موقع HockeyDB.com (الإنجليزية)
- روبي نيل على موقع Hockey-Reference.com (الإنجليزية)